# Henri Druey

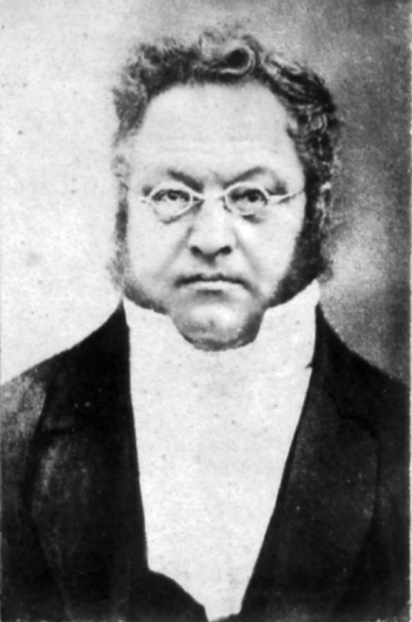
Daniel-Henri Druey (1850).

Daniel-Henri Druey, född 12 april 1799, död 29 mars 1855, var en schweizisk politiker.
Druey var ursprungligen advokat, och blev medlem av kantonförsamlingen i Vaud 1828 och av statsrådet 1831. Från 1845 ledde han den politiskt och religiöst liberala vänstern, i synnerhet vid förbundsdagen 1847. Tillsammans med Johann Konrad Kern gjorde Druey utkastet till förbundsförfattningen av 1848, och invaldes samma år i Schweiz frisinnade demokratiska parti och i förbundsrådet, som han tillhörde till sin död, och var 1850 förbundspresident.